# Torneo Nacional de Clubes
El Torneo Nacional de Clubes, Campeonato Nacional de Clubes o simplemente Nacional de Clubes, es una competición de clubes de rugby argentinos, organizada por la Unión Argentina de Rugby.

## Formato
Desde 1993 y 2008 en formato del 'Nacional de Clubes' involucraba a 16 equipos, divididos en 4 grupos con 4 equipos cada uno, utilizando el formato todos contra todos.
Los dos equipos con mejor puntaje clasificaban a la ronda de eliminación. 
Los equipos clasificaban al campeonato según la posición que ocupaban en su torneo regional y número de plazas que les correspondía a cada región:
- 8 del Torneo de la URBA
- 2 del Torneo Regional del Noroeste
- 2 del Torneo Regional del Litoral
- 2 del Torneo de Córdoba
- 1 del Torneo Cuyano
- 1 del Torneo de Mar del Plata

El torneo se jugaba paralelo a los torneos regionales, motivo por el cual, las uniones locales tenían que interrumpir sus propias competencias, para se que se dispute cada sábado que se tenga que disputar una jornada del mismo.
En el año 2009. Por falta de espacios en el calendario, la UAR vuelva a organizar el Torneo del Interior, luego de la decisión de los equipos de la URBA del 'Nacional'. 
El formato del torneo utilizado desde ese año hasta el año 2013, incluía solo a 4 clubes, los finalistas del Torneo del Interior y de Torneo de la URBA.
Se realizaba una vez finalizados los campeonatos regionales, con formato de eliminación directa, a partido único:
- Semifinal 1: Campeón Interior vs. Subcampeón URBA
- Semifinal 2: Campeón URBA vs. Subcampeón Interior

Entre 2009 y 2012, el torneo solo se jugó con cuatro equipos, 2 del Torneo del Interior y 2 del Torneo de la URBA, se desarrollaba una vez finalizados dichos campeonatos, durante el mes de noviembre. En junio del 2013 se anunció que el torneo volverá a su formato original, se extenderá a 16 equipos (9 del Torneo del Interior y 7 de Torneo de la URBA), desde la temporada 2014. Dejó de jugarse en las temporadas 2020 y 2021.
A partir de 2014, la UAR anunció que el torneo cambió su formato y volvió al original. Luego de un acuerdo entre la UAR y la URBA, el torneo pasaron a disputarlo 16 clubes (7 de la URBA y 9 del resto del país) que se juegan al principio de la temporada con los clubes clasificados del año anterior.
Se volvió a disputar en 2022, luego de la suspensión entre 2020 y 2021 a causa de la pandemia de COVID-19, cambiando al formato a un enfrentamiento directo entre el campeón del Torneo de la URBA y del Interior.

## Lista de campeones
| Año  | Campeón                   | Resultado     | Subcampeón                     |
| ---- | ------------------------- | ------------- | ------------------------------ |
| 1993 | SIC (URBA)                | 27 - 19       | Tucumán Rugby (URT)            |
| 1994 | SIC (URBA)                | 28 - 12       | La Tablada (UCR)               |
| 1995 | CASI (URBA)               | 19 - 6        | La Plata (URBA)                |
| 1996 | Hindú (URBA)              | 21 - 11       | Alumni (URBA)                  |
| 1997 | Jockey Club (R) (URR)     | 24 - 14       | Hindú (URBA)                   |
| 1998 | San Cirano (URBA)         | 22 - 22       | San Luis (URBA)                |
| 1999 | La Tablada (UCR)          | 23 - 22       | Duendes (URR)                  |
| 2000 | No se disputó             | No se disputó | No se disputó                  |
| 2001 | Hindú (URBA)              | 27 - 14       | Alumni (URBA)                  |
| 2002 | Alumni (URBA)             | 23 - 21       | Jockey Club (R) (URR)          |
| 2003 | Hindú (URBA)              | 31 - 27       | Duendes (URR)                  |
| 2004 | Duendes (URR)             | 32 - 21       | Los Tarcos (URT)               |
| 2005 | Hindú (URBA)              | 17 - 13       | San Luis (URBA)                |
| 2006 | SIC (URBA)                | 36 - 7        | Tala (UCR)                     |
| 2007 | La Plata (URBA)           | 32 - 13       | Tucumán Rugby (URT)            |
| 2008 | SIC (URBA)                | 33 - 8        | La Plata (URBA)                |
| 2009 | Duendes (URR)             | 28 - 18       | Hindú (URBA)                   |
| 2010 | Hindú (URBA)              | 25 - 22       | La Tablada (UCR)               |
| 2011 | Duendes (URR)             | 26 - 23       | La Tablada (UCR)               |
| 2012 | No se disputó             | No se disputó | No se disputó                  |
| 2013 | No se disputó             | No se disputó | No se disputó                  |
| 2014 | CUBA (URBA)               | 21 - 20       | Duendes (URR)                  |
| 2015 | Hindú (URBA)              | 27 - 25       | Newman (URBA)                  |
| 2016 | Hindú (URBA)              | 38 - 23       | Belgrano AC (URBA)             |
| 2017 | Hindú (URBA)              | 20 - 10       | Tala RC (UCR)                  |
| 2018 | Hindú (URBA)              | 25 - 0        | Newman (URBA)                  |
| 2019 | Hindú (URBA)              | 18 - 13       | Jockey Club (R) (URR)          |
| 2020 | No se disputó             | No se disputó | No se disputó                  |
| 2021 | No se disputó             | No se disputó | No se disputó                  |
| 2022 | Hindú (URBA)              | 34 - 16       | Duendes (URR)                  |
| 2023 | SIC (URBA)                | 25 - 18       | Universitario Rugby Club (URT) |
| 2024 | Tucumán Lawn Tennis (URT) | 22 - 17       | Alumni (URBA)                  |
| 2025 | A disputarse              | A disputarse  | A disputarse                   |

1. ↑  Título compartido

## Palmarés
| Equipo                    | Títulos | Campeonatos                                                      |
| ------------------------- | ------- | ---------------------------------------------------------------- |
| Hindú (URBA)              | 11      | 1996, 2001, 2003, 2005, 2010, 2015, 2016, 2017, 2018, 2019, 2022 |
| SIC (URBA)                | 5       | 1993, 1994, 2006, 2008, 2023                                     |
| Duendes (URR)             | 3       | 2004, 2009, 2011                                                 |
| CASI (URBA)               | 1       | 1995                                                             |
| Jockey Club (R) (URR)     | 1       | 1997                                                             |
| San Cirano (URBA)         | 1       | 1998                                                             |
| San Luis (URBA)           | 1       | 1998                                                             |
| La Tablada (UCR)          | 1       | 1999                                                             |
| Alumni (URBA)             | 1       | 2002                                                             |
| La Plata (URBA)           | 1       | 2007                                                             |
| CUBA (URBA)               | 1       | 2014                                                             |
| Tucumán Lawn Tennis (URT) | 1       | 2024                                                             |